# Brandon Boyd
Brandon Charles Boyd (Los Angeles, 15 febbraio 1976) è un cantante statunitense. È il cantante della band Incubus dal 1991.

## Biografia
Brandon Boyd è cresciuto a Calabasas, California e si è diplomato nella scuola superiore locale nel 1994, per poi frequentare per due anni il Moorpark College. Conclusa l'esperienza scolastica si è dedicato interamente agli Incubus. I genitori, Dolly Wiseman e Charles Boyd, entrambi conoscitori del mondo dello spettacolo, hanno sempre nutrito il lato artistico di Brandon, fin da quando era piccolo. Perfino suo fratello minore, Jason Boyd, ha fatto parte di una rock band chiamata Audiovent. Brandon incontrò Josè Pasillas (batterista) già alle elementari, ma fu al liceo che, assieme a Mike Einziger (chitarrista) e Alex Katunich (detto Dirk Lance, bassista), pose le basi per gli Incubus.
Le qualità vocali di Brandon, che per lo più fu autodidatta (poté seguire solo due lezioni a causa della limitata disponibilità economica), furono l'elemento essenziale per il gruppo, che cominciò subito a essere conosciuto nella città. Quando la band decise di esibirsi per la prima volta a casa di un amico arrivò anche il tempo di scegliere un nome. L'idea di Brandon (Spiral Staircase) fu scartata a favore di quella di Mike, che scelse il nome in maniera casuale da un dizionario: INCUBUS. Il nome fu selezionato semplicemente perché conteneva la parola "sex" nella definizione. Boyd mise a disposizione anche le sue capacità nel disegno e insieme a Josè creò i fliers pubblicitari dei loro primi concerti.
Inizialmente Brandon copiava perfettamente i disegni di un libro sul sesso (preso dalla collezione della madre di Mike) per i volantini, ma decise di smettere pensando che i potenziali fan avrebbero potuto essere confusi dai disegni. La sua voce è ciò che colpì i produttori della Epic/Immortal Records di proprietà della Sony e la band fu messa sotto contratto nel 1996. Inoltre Brandon Boyd è impegnato nella “Make Yourself Foundation” un'associazione che raccoglie soldi per molte cause filantrope, fondata assieme agli altri membri degli Incubus nel 2003. Ha avuto una storia con la top model Jessica Miller, prima di iniziare una lunga relazione con Carolyn Murphy (altra modella famosa), conosciuta durante le riprese del video Are you in?. I due si sono lasciati nell'agosto del 2005; attualmente frequenta l'attrice e musicista Baelyn Neff.

## I testi
Durante gli anni, i testi di Brandon hanno espresso una moltitudine di idee differenti. I primi (per esempio quelli contenuti in Fungus Amongus) furono in gran parte influenzati dall'uso di marijuana e funghi allucinogeni. Lo stesso Boyd ha dichiarato che, dopo aver fumato per la prima volta marijuana col fratello, le “dighe poetiche” della sua mente erano state aperte. Di recente è stato intervistato nello show mattutino di Kevin and Bean su KROQ a una domanda sulle sostanze psicotrope ha risposto: "Sì, liberano una parte creativa del cervello, almeno per me, ma alcuni artisti che fanno abuso di droghe finiscono per usarle come stampelle. Necessitano di affidarsi alla chimica, per poi rovinarsi la vita!"

## Carriera solista
Il 6 giugno 2010 Brandon annuncia sulla pagina personale di Facebook che è in pubblicazione un album da solista intitolato The Wild Trapeze, in uscita il 6 luglio. Il disco è anticipato dal video del primo singolo, intitolato Runway Train, visualizzabile in anteprima su internet. Nel 2013 Brandon Boyd e il produttore Brendan O'Brien (produttore degli Incubus) decidono di fare una collaborazione e la nuova band prende il nome di "Sons of the Sea". Nel settembre dello stesso anno esce dapprima Compass EP, il loro primo EP, e il 20 settembre l'omonimo album, da cui viene estratto il primo video del loro singolo Come Together.

## Libri
Boyd ha scritto tre libri, che non sono stati pubblicati in Italia. Il primo, White Fluffy Clouds: Found Inspiration Moving Forward, è uscito nel 2003 ed è stato pubblicato dalla Endophasia Publications: si tratta di una raccolta di disegni, opere, fotografie, testi da brani degli Incubus e altri scritti e pensieri. Il secondo, From the Murks of the Sultry Abyss, è uscito nel 2007 sempre sotto Endophasia e si muove sulla stessa linea: contiene racconti, immagini e saggi scritti da Brandon. Il terzo invece è piuttosto recente, uscito nel 2013 e intitolato So the Echo, racconta attraverso immagini gli ultimi 5 anni trascorsi dalla band di Brandon e include oltre ai suoi disegni fatti ad acquarello e altre tecniche alternative, anche alcune fotografie inedite della band e pezzi del diario di Brandon.